# Raduša (miasto Užice)
Raduša (cyr. Радуша) – wieś w Serbii, w okręgu zlatiborskim, w mieście Užice. W 2011 roku liczyła 375 mieszkańców.